# Volley Bellingen-Halle
Volley Bellingen-Halle (VBH) is een Belgische damesvolleybalclub.

## Historiek
De club ontstond uit de fusie van Saco Halle en SC Bellingen in mei 2012.